# Championnats d'Europe de Mistral One Design 2001
Navigation
2000 2002
Les championnats d'Europe de Mistral One Design 2001 sont une compétition internationale de sport nautique sous l'égide de la Fédération internationale de voile (ISAF). Cette édition 2001 se tient du 3 au 12 août à Marseille en France.

## Résultats

### Messieurs
| #  | Véliplanchiste         |
| -- | ---------------------- |
| 1  | Julien Bontemps        |
| 2  | Przemyslaw Miarczynski |
| 3  | Gal Fridman            |
| 4  | Alexandre Guyader      |
| 5  | Nicolas Huguet         |
| 6  | João Rodrigues         |
| 7  | Fabrice Hassen         |
| 8  | Nick Dempsey           |
| 9  | Alexander Baronjan     |
| 10 | Dominic Tidey          |

### Dames
| #  | Véliplanchiste           |
| -- | ------------------------ |
| 1  | Alessandra Sensini       |
| 2  | Lise Vidal               |
| 3  | Jeanne Mailhos           |
| 4  | Synthia Gros             |
| 5  | Faustine Merret          |
| 6  | Anna Graczyk-Stankiewicz |
| 7  | Amelie Lux               |
| 8  | Eugénie Raffin           |
| 9  | Natasha Sturges          |
| 10 | Sandrine Nuvolone        |